# 佐伯日菜子
佐伯 日菜子（さえき ひなこ、1977年2月16日 - ）は、日本の女優。奈良県大和郡山市出身。ヴィヴィアン所属。愛猫家としても知られる。

## 略歴
1994年、映画『毎日が夏休み』で、16歳で女優デビュー。その年の日本アカデミー賞新人俳優賞、山路ふみこ賞新人賞などの各新人賞を受賞。その後、映画『静かな生活』などに出演した。
その後、1997年のテレビドラマ『EKO EKO AZARAK エコエコアザラク』でダークヒロインの黒井ミサを演じ、1998年のホラー映画『らせん』の 貞子 役で脚光を浴び、“ホラー・クイーン”として確固たる地位を築いた。その後、『ギプス』、ドラマ『アナザヘヴン-eclips』（テレビ朝日）、『トリック』（テレビ朝日）など女優として数多くの作品に出演する。
ホラーブームの牽引役として注目されるが、一時期、100本の仕事のオファー中、100本がホラーということもあり役が固定化されることに苦悩する。「どうして怖い役しか来ないのだろうか？」と自分の顔を嫌いになった時期もある。しかし、海外での反響や評価を受けて、自信を取り戻していく。
2002年、Jリーグの横浜F・マリノスに在籍していたプロサッカー選手の奥大介（2014年没）と結婚し、その後、2人の娘（長女は女優の成海花音）を授かる。スポーツニッポン新聞のWeb版「スポニチワールドサッカープラス」にコラム「佐伯日菜子のBOA SORTE!!」を2005年9月 - 2006年9月にかけて連載、サッカー選手を夫に持つ女優の視点で見たサッカー論を展開した。だが、夫の大介からは2005年頃よりDVを受けており、2013年に奥大介が脅迫容疑で逮捕された。この事件を経て同年7月に正式に離婚した。2人の娘の親権は佐伯が持つことになった。
一時、育児のため仕事をセーブするも2014年より本格的に女優復帰を果たし、立て続けに映画やドラマに出演。主演映画『メッセージ episode1 みえちゃんからの伝言』、『スクール・オブ・ナーシング』では、繊細でシリアスかつコメディタッチの演技で新境地を開いた。長年タッグを組む押井守監督が米・カトゥーンネットワーク「toonami」20周年記念のために佐伯主演で撮り下ろした5本の短編ドラマ作品『Sand Whale and Me』はProduction I.G制作で2017年3月18日より北米で放映が開始。
2019年は数々の海外の映画祭や東京フィルメックスで昨年絶賛された映画『僕はイエス様が嫌い』（奥山大史監督）はじめ、樹木希林 初の企画および遺作となった『エリカ38』、『カメラを止めるな!』の上田慎一郎監督はじめカメ止めクリエイターが再集結した話題作『イソップの思うツボ』、『インターミッション』に続き樋口尚文監督の監督第2作目『葬式の名人』など、出演作が公開。2022年には、『メモリードア』加藤悦生監督、2023年には、『喜劇 釜石ラーメン物語』、『青すぎる、青』共に今関あきよし監督作品が公開。

## 出演

### 映画
- 毎日が夏休み（1994年、サンダンス・カンパニー 金子修介 監督） - 主演 林海寺スギナ 役
- 静かな生活（1995年、東宝 伊丹十三 監督） - 主演 マーちゃん 役
- ねらわれた学園 THE MESSIAH FROM THE FUTURE（1997年、ギャガ・コミュニケーションズ 清水厚 監督） - 高見沢みちる 役
- エコエコアザラク3 〜MISA THE DARK ANGEL〜（1997年、ギャガ・コミュニケーションズ 上野勝仁 監督） - 主演 黒井ミサ 役
- もう、ひとりじゃない（1998年、フルスィング じんのひろあき 監督） - 主演 鳩盛布深衣 役
- らせん（1998年、東宝  飯田譲治 監督） - 山村貞子 役
- メビウス（英語版）（1998年、ライオンズゲートトライマーク・ピクチャーズ） - 主演 ノーラ 役（日本語版吹き替え）
- うずまき（2000年、東映  Higuchinsky 監督） - 関野恭子 役
- 蛇女（2000年、東映、メディア・スーツ  清水厚 監督） - 主演 矢野文 役
- センチメンタル・シティ・マラソン（2000年、ギャガ・コミュニケーションズ  新藤薫 監督） - フェイ 役
- アナザヘヴン（2000年、松竹  飯田譲治 監督） - 綾子 役（海外版のみの特別出演）
- ギプス（2001年、シネロケット、ビターズエンド  塩田明彦 監督） - 主演 長谷川環 役
- 人間の屑（2001年、wowow、バンダイビジュアル  中嶋竹彦 監督） - ミオ 役
- STACY（2001年、ギャガ・コミュニケーションズ  友松直之 監督） - CMガール 役（友情出演）
- ゴジラ・モスラ・キングギドラ 大怪獣総攻撃（2001年、東宝  金子修介 監督）-ロープウェイの女 役[2]
- 稲川淳二のあなたの隣の怖い話〜夏の怪〜「約束」（2005年、グローカル  関顕嗣 監督） - 主演 広瀬愛美 役
- ハミングライフ（2006年、ハミングライフ制作委員会  窪田崇 監督） - 後藤理絵子 役
- 真・女立喰師列伝 「ケンタッキーの日菜子」（2007年、デイズ  押井守 監督） - 主演 日菜子（カーネル）大佐 役
- 激情版 エリートヤンキー三郎（2009年、東映  山口雄大 監督） - トックリ 役
- ASSAULT GIRLS（2009年、ジェネオンユニバーサル  押井守 監督） - 主演 カーネル 役
- おのぼり物語（2010年、おのぼり物語制作委員会  毛利安孝 監督） - 片山ゆりえ 役
- 肩の上の蝶 原題：肩上蝶、英タイトル：Rest on Your Shoulder（2011年、北京稲草熊影視文化有限公司  張之亮（ジェイコブ・チャン） 監督） -  ゲスト出演
- くまのがっこうのミュージカルができるまで （2012年、シネグーリオ  木村有理子 監督） - ナレーションを担当
- インターミッション（2013年、オブスキュラ・東北新社  樋口尚文 監督） - ヒナコ、マチコ 2役
- メロディ・オブ・ファンハウス （2013年、ビクター  秦俊子 監督） - 愛娘MOENA初主演＆初の親子共演作
- 世田谷区、39丁目 （2014年、VIPO、東宝映画  山下征志 監督） - 主人公 橘澪の母、橘絢 役
- THE NEXT GENERATION -パトレイバー-（2014年、松竹、東北新社、オムニバスジャパン  押井守 監督） - 金星人 役（友情出演）
- サンセットドライブ（2015年、GOOD COMPANY  樋本淳 監督） - 主演 植木亜紀 役
- 日本零年（2015年、東風舎／幻野プロダクション  加藤哲 監督） - 主演 咲子、サキ 2役
- スクール・オブ・ナーシング（2016年、スクール・オブ・ナーシング 製作委員会  足立内仁章 監督） - 寺田玲子 役[6]
- メッセージ episode1 みえちゃんからの伝言（2016年、メッセージ制作委員会  足立内仁章 監督） - 主演 仲村柄淳子 役
- 紅い襷〜富岡製糸場物語（2017年、NHKエンタープライズ、群馬県富岡市  足立内仁章 監督）  - 甘味処の女主人 役
- 祭りにおやすみ（2017年、アイオイチャンネル、祭りにおやすみ実行委員会  崔 得龍 監督） - 主演 野村真由美 役
- CRYING BITCH（2017年、CRYING BITCH製作実行委員会、ノアド  津野励木 監督） - 主演
- タイムカプセル（2018年、タイムカプセル製作実行委員会、アマルコルド  堀井彩 監督） - 藍沢愛子 役
- プレイルーム〜クローンハート（2018年、プレイルーム制作委員会  中村真夕 監督） - みゆき 役
- 僕はイエス様が嫌い（2019年、ショウゲート・閉会宣言  奥山大史 監督） - 大熊理香子 役
- エリカ38（2019年、KATSU-do  日比遊一 監督） - 玉木香代子 役
- イソップの思うツボ（2019年、アスミック・エース  上田慎一郎、中泉裕矢、浅沼直也 3監督共作） - 兎草裕子 役[7]
- 葬式の名人（2019年、ティ・ジョイ  樋口尚文 監督） - 小畑文子 役
- 夜想忌（2020年、高橋伴明 監督） - 主演 ヒズミ 役
- メモリードア（2021年、  加藤悦生 監督） - 平井講師 役
- 掟の門（2021年、伊藤徳裕 監督） - 天野優子 役
- 森の中のレストラン（2022年11月19日、泉原航一 監督） - 小島幸恵 役[8][9]
- 釜石ラーメン物語（2023年、今関あきよし 監督） - 伊藤正恵 役
- 青すぎる、青（2023年、今関あきよし 監督） - 田中嘉子 役
- 散歩屋ケンちゃん（2023年、寺井広樹 監督）- バーのママ　役
- リゾートバイト（2023年10月20日、永江二朗 監督）- 八代真樹子 役 [10][11][12]
- 瞼の転校生（2024年3月2日、藤田直哉 監督）[13]
- しまねこ（2024年9月7日、今関あきよし 監督）
- 事故物件ゾク 恐い間取り（2025年7月25日、中田秀夫 監督） - 謎の女性 役[14]

### テレビドラマ
- 美人三姉妹温泉芸者が行く!（1995年、フジテレビ） - 三田秋呼 役
- 私、味方です 第9話（1995年、TBS） - 矢島真弓 役
- 天晴れ夜十郎 第14話（1997年、NHK） - お雪 役
- エコエコアザラク（1997年、テレビ東京） - 主演・黒井ミサ 役
- 白線流しスペシャル〜19の春（1997年、フジテレビ）
- ガラスの仮面（1997年、テレビ朝日） - 田代鈴子（乙部のりえ） 役
- 新御宿かわせみ 第7話（1997年、テレビ朝日） - お市 役
- せつない 第10話（1998年、テレビ朝日 ） - 山中直子 役
- 銀河鉄道な夜 第4話（1998年、日本テレビ） - きらら 役
- 我和殭屍有個約會2〜My date with a Vampire II 第4話 - 第8話（2000年、香港亜洲電視） - 藤原貞子 役
- アナザヘヴン〜eclipse〜（2000年、テレビ朝日） - 矢野祥子役
- 魔がサスペンス劇場 第5話（2000年、フジテレビ）
- TRICK 第6・7話（2000年、テレビ朝日） - 黒坂美幸 / 洋子 役
- ようこそ魔性の食卓へ。〜歴史を動かした豚肉〜 毛沢東〜権力者は豚肉がお好き（2006年、NHK） - 江青 役
- 少女たちの日記帳 ヒロシマ 昭和20年4月6日〜8月6日（2009年8月2日、NHK BS-hi） - 黒川冨子教諭 役
- 戦国★男士 第19,20閃（2012年2月4・11日、tvk他） - 市 役
- 牙狼-GARO- -魔戒ノ花- 第3話（2014年4月18日、テレビ東京） - 常盤エリナ 役
- 外科医 鳩村周五郎13（2014年7月4日、フジテレビ） - 袴田和子 役
- 山村美紗サスペンス 赤い霊柩車34（2014年10月24日、フジテレビ） - 小川靖子 役
- ウルトラマンX 第3話（2015年7月28日、テレビ東京） - 間伏涼子 / 地底女 役
- 南くんの恋人〜my little lover 第8話（2016年1月18日、フジテレビ）- 美穂 役
- ワカコ酒 season2 第4話（2016年1月29日、BSジャパン）- 霞（バルの女性客） 役
- Sand Whale and Me（邦題砂クジラと私 ）全5話（2017年3月18日 - 4月15日）、米国・カトゥーンネットワークtoonami） - 主演 カーネル 役
- 今からあなたを脅迫します 第6話、第7話（2017年11月26日、12月3日、日本テレビ） - 北条あかね 役
- Smile（2022年6月14日、TOKYO MX） - 主人公 岡安しおりの母親 役
- めぐる未来（2024年1月18日 - 3月22日、読売テレビ・日本テレビ） - 襷育子 役[15]
- 仮面ライダーガッチャード 第42話、第43話（2024年6月30日、7月7日、テレビ朝日） - 金剛真美 役
- DOCTOR PRICE（2025年7月6日 - 、読売テレビ・日本テレビ） - 銅坂沙百合 役[16]

### 配信ドラマ
- Hulu U35クリエイターズ・チャレンジ「瑠璃とカラス」（2022年2月、Hulu）- 主人公 ラクの母親 役

### ラジオドラマ
- 賑やかな台風（1997年3月15日、NHK） - 主演 カナエ役
- やさしい気持ち（1998年8月29日、NHK-FM） - 主演 亀谷さやか 役
- 星に願いを（1998年12月5日、NHK-FM） - 主演 菊地双葉 役
- ミーニング・オブ・ライフ（1999年2月20日、NHK-FM） - 麻里 役（一人芝居）
- 蒲生邸事件（1999年2月15日 - 2月26日、NHK-FM） - 蒲生珠子 役
- 巴里の日曜日（1999年10月2日、NHK-FM） - ミッシェル 役（一人芝居）
- あくびと風の威力（2002年2月2日、NHK-FM） - 主演 水島直 役
- 図書室の海（2002年6月17日 - 6月21日、NHK-FM）

### 舞台
- ファンレターズ（1999年） - 主演 夢野愛 役
- HO-BO（2001年） - 主演 千枝子 役
- 路地裏の優しい猫（2008年） - カズエ 役
- こと 築地寿司物語（2017年） - 福山佳代 役

### バラエティ
- ポンキッキーズ（フジテレビ系）
- とんねるずの生でダラダラいかせて!!（日本テレビ系）
- 世界ウルルン滞在記（毎日放送）
- デジタルスタジアム（NHK BS）
- 美学〜おしゃれギャラリー（BS日テレ）
- マネー天使（テレビ東京系）
- イチオシキッス（テレビ東京系）
- 地球見聞録（テレビ東京系）
- 笑っていいとも（フジテレビ系）
- 不思議どっとテレビ。これマジ!?（テレビ朝日系）
- シュン感!（日本テレビ）
- ジャンクSPORTS（フジテレビ系）
- ライオンのごきげんよう（フジテレビ系）
- BSアニメ夜話（NHK BS2）
- ウィークエンドジョイ（NHK BS）
- 映画大王（BSフジ）
- ヴィラ・デル・チネマ（BS日テレ）
- 解決!ナイナイアンサー（日本テレビ系）
- ペケ×ポン（フジテレビ系）
- 上田と女が吠える夜（日本テレビ系）
- 昼めし旅 〜あなたのご飯見せてください!〜（テレビ東京系）

### テレビアニメ
- こどものおもちゃ（1998年2月27日） - 日菜子ちゃん役（第98話声のゲスト）
- ガイナタマガー（2020年〜 米子ガイナックス） - 　役 （レギュラー出演）

### CM/CF
- 本田技研工業 電気自動車『ラクーン』CF・スチール
- ハウス食品『つるるん小町』CF・スチール
- SONY『MDウォークマン』CF
- NTT移動通信網『DoCoMo携帯電話』CF
- 東京都福祉保健局『国民年金』スチール
- 資生堂『新・セレンシュア』CF・スチール
- 日本コカコーラ『ラクティア』CF
- 資生堂『ラステア』CF・スチール
- トヨタ自動車『プログレ』CF
- 久光製薬『ら・サロンパス』
- ダイエー『ショッパーズサマーバーゲン』スチール
- 奈良県『知事選挙告知』CF・スチール
- コナミ『ザ・マエストロムジーク』CF
- SAJA『me jane』HPイメージモデル
- 持田製薬『スキナベイブ』スチール
- セガトイズ幼児用英会話トイズ『ココパッド・ラーニングシステム』スチール
- KI不動産CF

### ゲーム
- ユーラシアエクスプレス殺人事件（エニックス、PlayStation用） - 近町小夜役
- 決戦II（コーエー、PlayStation 2用） - ヒミコ役

### 雑誌
『オリーブ』の専属モデルの他、『CUTiE』、『ZIPPER』など多数ファッション雑誌でもモデルを務める。

### 写真集
- 『エコエコアザラク 黒井ミサ写真集』（1999年、徳間書店）
- 『Amazing』（2001年、バウハウス、撮影：平田友二）ISBN 978-4894616226

### その他
- トークショー、イベント出演、映画コメンテーター、執筆活動など幅広く活躍
- 2018年4月〜SKIPシティ映像ミュージアムの映画が作られるまでの館内映像に出演

## 受賞歴
- 第18回 山路ふみ子映画賞 新人女優賞 （1994年）『毎日が夏休み』[17]
- 第16回ヨコハマ映画祭 最優秀新人賞 （1995年）『毎日が夏休み』
- 第20回おおさか映画祭 新人賞 （1995年）『毎日が夏休み』
- 第18回日本アカデミー賞 新人俳優賞（1995年）『毎日が夏休み』[18]